# アロンディスマン
アロンディスマン（フランス語: arrondissement）は、フランスの地方自治制度における行政区画単位のひとつ。ただしフランスの周辺諸国や、フランスの地方自治制度を採用している国家、例えばフランスの旧植民地などでも、行政などの地域区画単位の名称として用いられる場合がある。また、行政上の地域区画ではなく、司法上あるいは軍事上などの地域・海域区画の呼称として用いられる場合もある:124。
フランスの行政区画単位としてのアロンディスマンには2種類あり、1つは上位の行政区画単位である「デパルトマン」の下位区画であるアロンディスマン、もう1つはパリ、リヨン、マルセイユといった大都市を区分するアロンディスマンである:124。日本語で前者は「郡」後者は「区」と訳し分けられる:124。前者は法人格を持たない:30, 124。
なお、フランス語では、非フランス語圏の国におけるアロンディスマンに類似する行政区画の訳語として、arrondissement を充てることがある。例えば日本国東京都に設定されている23区がフランス語では arrondissement と翻訳されている。

## 歴史
アロンディスマン（arrondissement）の語源は「丸くする/大きくする」などの意味を持った動詞:124 arrondir である。名目上は1800年に初めて設定されたが、これは1790年に設定された district を復活させたものである。

## 各国の事例

### ベルギー
ベルギーでは、「コミューン」と「プロヴァンス」の中間に存在する行政区画が「アロンディスマン」と呼ばれている。また、選挙制度における選挙区も「アロンディスマン」と呼ばれている。また、司法制度における裁判所の管轄区も「アロンディスマン」と呼ばれている。

### ベニン
ベニンでは「コミューン」の下位の行政区画が「アロンディスマン」と呼ばれている。

### カナダ
カナダのケベック州では、グランヴィル＝シュル＝ラ＝ルージュ、レヴィ、ロングイユ、メティス＝シュル＝メール、モンレアル（モントリオール）、ケベック、サグネ、シャーブルックといった町がそれぞれ、行政上、複数の「アロンディスマン」に区画されている。選挙により選ばれた首長の称号はアロンディスマンごとに異なり、例えばケベック・シティーでは「プレジダン président」というが、「メール maire」と呼ぶ町もある。

### コンゴ共和国
コンゴ共和国では主要都市の下位行政区分に「アロンディスマン」が用いられている。

### フランス
フランスにおける「アロンディスマン」には3つの種類がある。
- アロンディスマン・デパルトマントー：デパルトマンの下位行政区分。日本語では「郡」と訳される（フランスの郡）。342のアロンディスマンが存在する。
- アロンディスマン・ミュニシポー：パリ、リヨン、マルセイユといった主要都市のコミューンの下位行政区分（パリについてはパリの行政区を参照）。
- アロンディスマン・マリティム：各海軍軍管区の管轄海域。

### ハイチ
ハイチは国土を行政上、大区分から小区分へと順に、デパルトマン、アロンディスマン、コミューンの3層に区画している。アロンディスマンは「郡」と訳される。

### モロッコ
モロッコでは、6つの主要都市（2004年時点で50万人を超える人口を擁していた都市）の各都市の下位行政区画に「アロンディスマン」の呼称が用いられている。

### ニジェール
ニジェールでは、デパルトマン（Département、県）の下位の行政区分にアロンディスマンが用いられている。

### オランダ
オランダでは、行政上の区画とは別個に、司法上の裁判所の管轄区域として、複数のコミューンを再グループ化したひとまとまりを「アロンディスマン」と呼んでいる。

### セネガル
セネガルでは、デパルトマン（Département、県）の下位の行政区分にアロンディスマンが用いられている。

### スイス
スイスでは、都市の下位行政区画がアロンディスマンと呼ばれている。